# Dream Glow
"Dream Glow" là một bài hát của Jin, Jimin và Jungkook từ nhóm nhạc nam Hàn Quốc BTS và ca sĩ người Anh Charli XCX trong album nhạc phim BTS World: Original Soundtrack, được phát hành vào ngày 7 tháng 6 năm 2019. Nó được sản xuất bởi Stargate và là đĩa đơn đầu tiên cho nhạc phim của trò chơi BTS World , được phát hành vào ngày 26 tháng 6.

## Bối cảnh
"Dream Glow" là phiên bản làm lại của bài hát Charli XCX chưa phát hành có tên "Glow". "Glow" được viết vào năm 2016 trong các buổi viết lời cho album phòng thu thứ ba chưa phát hành của XCX. XCX ban đầu dự định đưa bài hát vào album, nhưng cuối cùng quyết định không làm như cô nói rằng "nó không bao giờ hoàn toàn phù hợp với thế giới của tôi ở dạng ban đầu".
Vào năm 2017, Charli XCX gặp BTS tại Seoul, Hàn Quốc, khi cô đang ở trong nước biểu diễn cho một lễ hội. Trong cuộc họp của họ, họ đã quyết định hợp tác trong một bài hát cùng nhau. XCX sau đó sẽ gửi cho họ phiên bản "Glow" của cô như một bài hát tiềm năng để sử dụng và cuối cùng nó đã được chọn làm bài hát cho sự hợp tác của họ. Nhóm đã "dự trữ nó trong một khoảng thời gian" để chỉnh sửa bài hát và cũng chuyển thể nó cho phù hợp với ngôn ngữ Hàn Quốc.
Phiên bản bài hát của Charli XCX bị rò rỉ vào năm 2018, XCX nói rằng bài hát ban đầu nói về "yêu một người trong câu lạc bộ [bởi vì] họ có "hào quang" đó về họ".
Bài hát là "phần 1" của nhạc phim cho trò chơi di động BTS World của Netmarble.

## Đón nhận
Sheldon Pearce của Pitchfork đã đưa ra đánh giá tích cực cho bài hát, nói rằng Jin, Jimin và Jungkook "không bỏ lỡ một nhịp nào, với Charli lấp đầy những khoảng trống để duy trì tính đồng bộ được sắp xếp cẩn thận của họ". Pearce cũng nói rằng cả 4 người "hát mơ hồ nhưng chắc chắn, bằng tiếng Anh và tiếng Hàn, về tiềm năng chưa thành hiện thực của những giấc mơ", gọi đó là "đôi mắt đầy sao nhưng không huyền ảo", "gần như bi quan" và "nguyên sơ EDM-lite".

## Danh sách bài hát
| Tải kỹ thuật số | Tải kỹ thuật số                                                        | Tải kỹ thuật số |
| STT             | Nhan đề                                                                | Thời lượng      |
| --------------- | ---------------------------------------------------------------------- | --------------- |
| 1.              | "Dream Glow (BTS World Original Soundtrack) [Part 1]" (với Charli XCX) | 3:07            |

## Bảng xếp hạng
| Bảng xếp hạng (2019)                              | Vị trí cao nhất |
| ------------------------------------------------- | --------------- |
| Australia (ARIA)                                  | 77              |
| Châu Âu Digital Song Sales (Billboard)            | 18              |
| Finland Digital Song Sales (Billboard)            | 3               |
| France Downloads (SNEP)                           | 30              |
| Greece International Digital (IFPI)               | 41              |
| Hungary (Single Top 40)                           | 3               |
| Ireland (IRMA)                                    | 63              |
| Lithuania (AGATA)                                 | 46              |
| Malaysia (RIM)                                    | 4               |
| New Zealand Hot Singles (RMNZ)                    | 7               |
| Scotland (OCC)                                    | 18              |
| Singapore (RIAS)                                  | 27              |
| South Korea (Gaon)                                | 75              |
| Sweden Heatseeker (Sverigetopplistan)             | 10              |
| Thụy Sĩ (Schweizer Hitparade)                     | 89              |
| Anh Quốc (OCC)                                    | 61              |
| UK Independent Singles (OCC)                      | 8               |
| Hoa Kỳ Bubbling Under Hot 100 Singles (Billboard) | 6               |
| US Digital Songs (Billboard)                      | 10              |
| US World Digital Songs (Billboard)                | 1               |

## Lịch sử phát hành
| Quốc gia | Ngày            | Định dạng                       | Hãng đĩa        | Nguồn |
| -------- | --------------- | ------------------------------- | --------------- | ----- |
| Toàn cầu | 7 tháng 6, 2019 | Tải kỹ thuật số phát trực tuyến | Big Hit TakeOne | [ 6 ] |